# Pomerski Školjić
Koordinati:   44°49′30″N, 13°54′47″E
Pomerski Školjić je majhen nenaseljen otoček ob obali Istre.
Pomerski Školjić leži na koncu Medulinskega zaliva pred vhodom v zalivček Funtane okoli 1,8 km zahodno od naselja Pomer. Površina otočka meri 0,014 km², dolžina obalnega pasu je 0,44 km. Najvišja točka na otočku je visoka 7 mnm.